# میتلفیشباخ
میتلفیشباخ (به آلمانی: Mittelfischbach) یک شهر در آلمان است که در Verbandsgemeinde Katzenelnbogen واقع شده‌است. میتلفیشباخ ۱۲۳ نفر جمعیت دارد.